# Naiara (cantante)
Naiara Moreno Aznar (Zaragoza, 29 de abril de 1997), conocida simplemente como Naiara, es una cantante y compositora española, ganadora de la duodécima edición de Operación Triunfo.

## Biografía
Nació en Zaragoza el 29 de abril de 1997 y es la mayor de 6 hermanos. Fue cantante de la orquesta aragonesa Nueva Alaska hasta su paso por Operación Triunfo 2023.

## Carrera artística

### 2010-2023: Primeros inicios
Naiara participó en Cántame una canción, emitido en Telecinco en 2010, donde coincidió con Amaia.
Tras su paso por el talent show, su carrera profesional en la música comenzó como cantante de la orquesta Nueva Alaska, con la que actuó por diferentes municipios y ciudades de España, especialmente en Aragón.

### 2023-2024: Paso porOperación Triunfo
El 6 de julio de 2023 se presentó al casting de Operación Triunfo en Zaragoza. Fue seleccionada, consiguiendo pasar las diferentes fases hasta llegar al casting final en Barcelona. Actuó por primera vez en la Gala 0 de Operación Triunfo el 20 de noviembre de 2023, con la canción «Me Muero» de La Quinta Estación. Durante su paso por el programa fue nómada favorita del público en tres ocasiones. Logró un éxito especial en Zaragoza junto a Juanjo Bona, cantando jotas y dando visibilidad a Aragón.
El 5 de febrero de 2024 se convirtió en finalista gracias a la puntuación otorgada por los miembros del jurado, y el 19 de febrero fue proclamada ganadora haciéndose con los 100.000€ del premio con la canción «Sobreviviré» de Mónica Naranjo con un 49% de los votos, el máximo en la historia del programa. 
Naiara habló de su paso por el concurso de música en los programas de televisión La resistencia y Martínez y Hermanos. También participó junto con sus compañeros en una gira de conciertos de Operación Triunfo 2023, con la que recorrieron varias ciudades españolas. El concierto que dieron en el WiZink Center de Madrid fue recogido en un documental de Prime Video que se estrenó en septiembre de 2024.

### 2024-presente
Tras salir de la academia de música, lanzó «Enlokiá» de forma exclusiva en Amazon Music, y desde el viernes 19 de abril de 2024 estuvo disponible en todas las plataformas junto con su videoclip. Se trata de un tema urbano con tintes electrónicos. El 12 de abril de 2024 dio un pequeño concierto en Los40 Primavera Pop, donde cantó este sencillo por primera vez en directo.
El 13 de abril de 2024, fue invitada por Isabel Pantoja a subir al escenario del WiZink Center a interpretar junto a ella «Garlochí», durante un concierto conmemorativo de sus 50 años en la industria musical.
El 7 de mayo de 2024, se presentó «La gravedad», una canción compuesta e interpretada por los finalistas de Operación Triunfo 2023 para representar a España en los Juegos Olímpicos de París 2024. El 18 de julio de 2024, Naiara lanzó su segunda colaboración, «Tienes que saber», junto con Abraham Mateo.
En agosto de 2024, actuó en el Arenal Sound en Burriana y en el Concert Music Festival en Chiclana de la Frontera.
El 11 de octubre de 2024, se subió al escenario de los Los40 Pilar Pop durante las Fiestas del Pilar en Zaragoza. Durante estas fiestas, también apareció por sorpresa en un concierto de su antigua orquesta en Nuez de Ebro, donde interpretó alguno de sus éxitos de Operación Triunfo 2023.
El 8 de noviembre de 2024, actuó junto a Abraham Mateo en la gala solidaria de Los40 Music Awards, donde cantaron su tema conjunto «Tienes que saber».
En diciembre de 2024, Naiara anunció que interpretaría el tema principal de la banda sonora de la película Mala influencia. Ese mismo mes también confirmó el lanzamiento de «Veneno», una canción que mezcla el pop con la música urbana, con la colaboración del dúo Natos y Waor. La zaragozana y el rapero argentino interpretaron este tema por primera vez en directo en la gala de los premios 'Army Awards'.
En abril de 2025, lanzó un nuevo sencillo, «Fiesta en el centro», que estrenó durante los LOS40 Primavera Pop 2025.

## Reconocimientos
El 3 de marzo de 2024, realizó el saque de honor, junto a Juanjo Bona, en La Romareda antes del partido del Real Zaragoza contra la Sociedad Deportiva Amorebieta.
En septiembre de 2024, Bodegas Care lanzó al mercado una botella de vino dedicada a Moreno y a Juanjo Bona. El 5 de octubre de 2024, ambos dieron el pregón de las Fiestas del Pilar en Zaragoza.
En enero de 2025, fue incluida en la lista Newcomers 2025 de Vevo España, donde se recogen los 20 artistas más emergentes del panorama nacional. En febrero de 2025, también fue elegida como la artista del mes por el canal MTV España.

## Discografía

### Álbumes y EPs

#### Extended Play
| Título | Detalles                                                                                          | Listas |
| Título | Detalles                                                                                          | ESP    |
| ------ | ------------------------------------------------------------------------------------------------- | ------ |
| Laéne  | - Lanzamiento: 17 de febrero de 2023 - Discográfica: Bendita Trinidad - Formato: Descarga digital | —      |

#### Álbumes recopilatorios
| Título             | Detalles                                                                                                 | Listas |
| Título             | Detalles                                                                                                 | ESP    |
| ------------------ | --- | ------ |
| Lo mejor de Naiara | - Lanzamiento: 20 de junio de 2024 - Discográfica: Universal Music Group - Formato: CD, descarga digital | 16     |

### Sencillos

#### Como artista principal
| Año  | Canción               | Posicionamiento en listas | Álbum              |
| Año  | Canción               | ESP                       | Álbum              |
| ---- | --------------------- | ------------------------- | ------------------ |
| 2022 | «24/7»                | —                         | Sencillo sin álbum |
| 2023 | «Tauro»               | —                         | Sencillo sin álbum |
| 2024 | «Enlokiá»             | —                         | Sencillo sin álbum |
| 2025 | «Fiesta en el centro» | —                         | Sencillo sin álbum |

#### Colaboraciones
| Año  | Canción                                                                             | Posicionamiento en listas | Álbum              |
| Año  | Canción                                                                             | ESP                       | Álbum              |
| ---- | ----------------------------------------------------------------------------------- | ------------------------- | ------------------ |
| 2024 | «La gravedad» (con Martin Urrutia, Juanjo Bona, Lucas Curotto, Ruslana y Paul Thin) | —                         | Sencillo sin álbum |
| 2024 | «Tienes que saber» (con Abraham Mateo)                                              | 49 1x                     | Sencillo sin álbum |
| 2025 | «Veneno» (con Natos y Waor)                                                         | 62                        | Sencillo sin álbum |

#### Bandas sonoras
| Año  | Canción         | Detalles                          |
| ---- | --------------- | --------------------------------- |
| 2025 | Mala influencia | Tema principal de Mala influencia |

## Giras

### En solitario
- 2025-2026:  I Love Spain Tour [38][39]

### Conjuntas
- 2024: Operación Triunfo 2023 en concierto

## Filmografía

### Televisión
| Año       | Título                               | Canal          | Notas                             |
| --------- | ------------------------------------ | -------------- | --------------------------------- |
| 2010      | Cántame una canción                  | Telecinco      | Concursante                       |
| 2023-2024 | Operación Triunfo 2023               | Prime Video    | Concursante - Ganadora            |
| 2024      | La resistencia                       | Movistar Plus+ | Invitada (1 programa)             |
| 2024      | Premios Ídolo 2024                   | Movistar Plus+ | Invitada                          |
| 2024      | Martínez y Hermanos                  | Cuatro         | Invitada (1 programa)             |
| 2024      | OT23: La gira                        | Prime Video    | Protagonista                      |
| 2024      | XXV Premios de la Música Aragonesa   | Aragón TV      | Invitada                          |
| 2024      | Pregón Fiestas del Pilar             | Aragón TV      | Pregonera                         |
| 2024      | Pregón Fiestas del Pilar             | Aragón TV      | Entrevistada (1 programa)         |
| 2024      | Los Imperdibles. Noche de pregoneros | Aragón TV      | Entrevistada (1 programa)         |
| 2024      | LOS40 Music Awards                   | Movistar Plus+ | Invitada, entrevistada, actuación |

## Premios y nominaciones
| Año  | Premio                         | Categoría                       | Trabajo nominado                       | Resultado | Ref    |
| ---- | ------------------------------ | ------------------------------- | -------------------------------------- | --------- | ------ |
| 2024 | Premios de la Música Aragonesa | Premio itinerante a la difusión | Ella misma (junto a Juanjo Bona)       | Ganadora  | [ 40 ] |
| 2024 | LOS40 Music Awards             | Mejor artista revelación        | Ella misma                             | Nominada  | [ 41 ] |
| 2024 | LOS40 Music Awards             | Mejor canción                   | «Tienes que saber» (con Abraham Mateo) | Nominada  | [ 41 ] |